# 江西等处行中书省

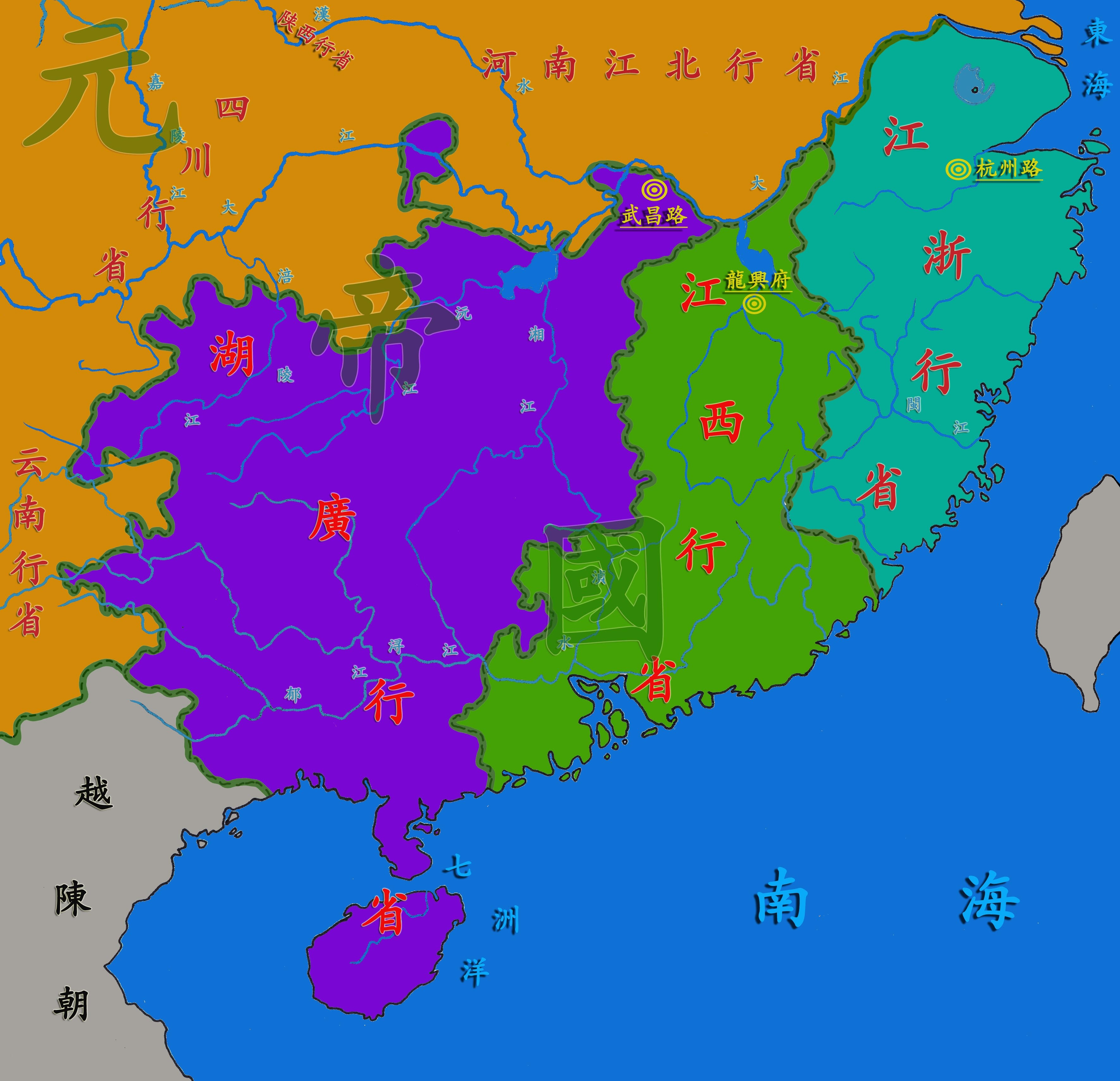
江西等处行中书省在中国南方的位置

江西等处行中书省，简称江西行中书省、江西行省、江西省或江西，是元朝的一级行政区，为漢地的10个行中书省（不含征东行省）之一，在当时民间多简称为江西省、江西行省。辖境包括今长江以南、江西省大部、湖南省部分、广东省一部分及福建省小部，而今江西省东北地区则隶属于江浙等处行中书省管辖。
至元十四年（1277年）置江西等处行中书省，至元十五年（1278年），江西行省并入福建行省。至元十七年（1280年），仍置省于龙兴府，而福建自为福建行省，省会治泉州。至元二十二年（1285年），福建行省并入江西等处行中书省。一年后，福建转入江浙等处行中书省。江西等处行中书省统有十八路，后改为13路和2直隶州。
元末，元末行省制也已开始混乱。释出几个行省。明朝洪武二年（1369年），江西行省辖广东一部分被重新划分出来，并与其他地方合并，并改广东道为广东等处行中书省，将海北海南道改隶广东，广东成为明朝的十三行省之一。

## 行政区划
下辖龙兴、吉安、南康、赣州、建昌、江州、南安、瑞州、袁州、临江、抚州、饶州、信州等13路和南丰、铅山2直隶州以及48个县、16个县级州。 

### 江西湖东道

#### 龙兴路
元十二年（1275年），设行都元帅府及安抚司。十四年改元帅府为江西道宣慰司。十五年立江西湖东道提刑按察司，至元十四年（1277年）隆兴府改名龙兴路。治南昌、新建县。领6县、2州：
南昌、新建、进贤、奉新、靖安、武宁。
富州，上，至元二十三年（1286年），以丰城县升置。
宁州，中，至元二十三年，以武宁置宁州，领武宁、分宁2县。大德八年（1304年）, 以武宁直隶龙兴路，移州治于分宁，宁州与分宁县合而为一。

#### 吉安路
元十四年（1277）为吉州路，皇庆元年（1312），改名吉安路。元贞元 年（1295）升吉水、安福、太和、永新4县为州。治庐陵。领5县、4州： 
庐陵、永丰、万安、龙泉、永宁（到顷间，分永新州立）。
吉水州，中；
安福州，中；
太和州，下；
永新州，下。

#### 瑞州路
至元十四年，为瑞州路。治高安。领2县、1州：
高安、上高。
新昌州，下，元贞元年（1295）新昌县升为州。

## 历史
至元十二年（1275年）十一月，元军攻下隆兴府，设行都元帅府及安抚司于南昌。
至元十四年（1277年），改江西道宣慰司，立江西等处行中书省（简称行省或省）；江西称省始于此时。治所设在龙兴府（今南昌市），下辖江西湖东道和海北广东道，共18路、9直隶州、91县（州）。其中江西湖东道在今江西省境内。
至元十五年（1278年），立江西湖东道提刑按察使司，移省至赣州，统辖江西、福建、广东；十六年（1279）还南昌；
至元十七年（1280年），与泉州行中书省合并；又将江西行省移至福州，同时把泉州行省迁来，合并成福建行省。
至元十九年（1282年），复立江西等处行中书省，辖龙兴、吉安、瑞州、袁州、临江、抚州、江州、南康、赣州、建昌、南安11路及南丰直隶州；饶州路、信州路及铅山直隶州属江浙等处行中书省，共计13路、2直隶州、48个县和16个县级州。
至元二十二年 (1285年），将福建行省并人江西行省，一年后，福建改人江浙行省。
至元二十七年 (1290年)，因江西各地民众反抗斗争众多，又曾“移江西行省于吉州，以便捕盗”。不久，行省复迁回南昌。
至元三十年（1293年）正月，割隶湖广行省，从此与江西脱离行政隶属关系。
至正二十六年（1366年）八月，福建等处行中书省和江西等处行中书省合并为福建江西等处行中书省。

### 引用
1. ↑  .   [2023-07-19]. （原始内容存档于2023-07-19）.